# 4778 Fuss
4778 Fuss је астероид главног астероидног појаса чија средња удаљеност од Сунца износи 3,153 астрономских јединица (АЈ).
Апсолутна магнитуда астероида је 12,8.